# Liste öffentlicher Bücherschränke im Landkreis Heidenheim
In der Liste öffentlicher Bücherschränke im Landkreis Heidenheim sind öffentliche Bücherschränke für Orte, die zum Landkreis Heidenheim in Baden-Württemberg gehören, aufgeführt. Sie ist primär nach Orten sortiert, unabhängig davon, ob es sich um Ortsteile, Gemeinden oder Städte handelt. Der Artikel ist Teil der übergeordneten Liste öffentlicher Bücherschränke in Baden-Württemberg. Ein öffentlicher Bücherschrank ist ein Schrank oder schrankähnlicher Aufbewahrungsort mit Büchern, der dazu dient, Bücher kostenlos, anonym und ohne jegliche Formalitäten zum Tausch oder zur Mitnahme anzubieten. Die Liste erhebt keinen Anspruch auf Vollständigkeit.

## Öffentliche Bücherschränke im Landkreis Heidenheim
Derzeit sind im Landkreis Heidenheim sieben öffentliche Bücherschränke erfasst (Stand: 16. Juni 2025):
| Bild | Ausführung    | Ort                                     | Seit | Anmerkung                                                                           | Geokoordinaten      |
| ---- | ------------- | --------------------------------------- | ---- | ----------------------------------------------------------------------------------- | ------------------- |
|      | Bücherschrank | Heuchlingen                             |      |                                                                                     | ⊙                   |
|      | Bücherschrank | Gerstetten                              |      | im evangelischen Kindergarten, öffentlicher Bücherschrank speziell für Kinderbücher | ⊙ Schillerstraße 22 |
|      | Bücherregal   | Heidenheim an der Brenz                 |      | Offenes Bücherregal in der DHBW Heidenheim Bibliothek 4. OG                         | ⊙ Marienstraße 20   |
|      | Bücherregal   | Heidenheim an der Brenz                 |      | öffentliches Bücherregal im Bürgerhaus Heidenheim                                   | ⊙ Hintere Gasse 60  |
|      | Bücherregal   | Heidenheim an der Brenz                 |      | öffentliches Bücherregal im Stadtteiltreff am Mittelrain                            | ⊙ Grünewaldplatz 14 |
|      | Bücherregal   | Heidenheim an der Brenz                 |      | öffentliches Bücherregal im Stadtteiltreff in der Oststadt                          | ⊙ Römerstr. 51      |
|      | Bücherschrank | Mergelstetten – Heidenheim an der Brenz |      | Offener Bücherschrank in der Allianz Agentur Markus Braun                           | ⊙ Weilerstraße 8    |

## Statistik
Für einen Vergleich zu den anderen Land- und Stadtkreisen Baden-Württembergs sowie zum Landesdurchschnitt siehe die Statistik öffentlicher Bücherschränke in Baden-Württemberg.